# GOG.com
GOG.com（旧称Good Old Game）是一家提供电子游戏和电影的数字发行平台，它由GOG公司运营，母公司為CD Projekt。GOG公司的總部位于波兰华沙。GOG.com通过无数字版权管理（DRM-free）的方式提供适用于Windows、OS X和Linux平台的电子游戏。在早期，GOG只發行年代較久的遊戲，自2012年3月，它开始售卖较为新款的游戏。
1994年Marcin Iwiński和Michał Kiciński创建了CD Projekt公司。他们最初从美国批发商原装进口游戏并在波兰出售。2008年后期，CD Projekt推出了GOG.com。最初的目的是发行没有数字版权管理的经典游戏。

## 历史

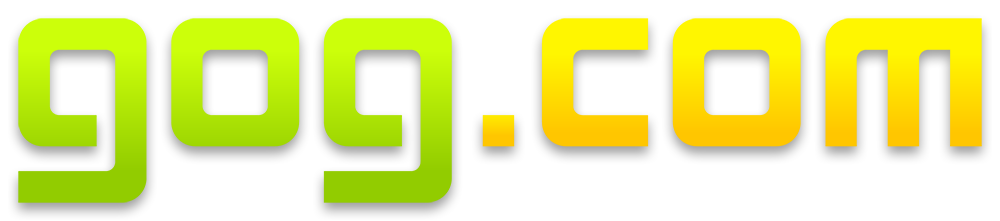
2014年以前的Logo

2017年6月22日，GOG.com加入了简体中文支持以及人民币结算。在结算方面，加入了支付宝、银联、微信支付支付方式。

## 特色
GOG.com發行的數位商品（電子遊戲或電影）可以從網路上購買和下載，而且這些商品沒有數位版權管理（DRM）的限制，也就是說這些產品沒有下載/安裝次數的限制，使用者可以把檔案複製/安裝到任意數量的電腦或其他裝置上，並且不需要安裝額外的用戶端軟體（例如Steam或Origin）就能使用這些產品。老遊戲的價格通常在5或10美元之間，不時也有特價活動。部份較新的遊戲價格較高。GOG.com的數位產品也可以以禮物兌換碼的方式贈送給他人。
GOG.com发行的游戏都是用Inno Setup打包成的，且对安装包进行了加密。后经玩家反对，之后发行的游戏中取消了对安装包的加密。但部分早前发行的游戏（如刺客信条）的安装包仍被加密。
使用者並不需要安裝特別的用戶端軟體就能下載或執行遊戲，不過使用者仍然可以使用下載管理（將被淘汰）或GOG Galaxy用戶端軟體來下載產品。下載之後，使用者可以把軟體用在任何個人用途上，例如安裝到多個裝置，不限次數的保存到任何個人的儲存裝置上，製作遊戲模組或修改遊戲檔案；限制是使用者不可再次販售或分享產品。軟體的安裝檔案技術上來說是不依賴GOG.com上的帳號就能使用的，不過根據GOG.com的EULA，產品是「授權使用的，而非販售」的。這種商業模式時常引起數位商品的所有權的疑問。在歐盟，歐盟法庭主張版權持有者不能反對他人再次販售已經購買的軟體，依據針對首次販售的版權窮竭法令，產品所有權在販售時已經轉移，因此這種「授權而非販售」的EULA受到了質疑。

## 争议

### 还愿上架事件
2020年12月16日，赤烛发声明表示《还愿》将于同年12月18日于GOG平台重新上市。但此举引动许多中国大陆网友不满并向GOG抗议，GOG不久后在官方Twitter和微博声明说，在收到许多玩家的信息后，平台决定不上架此款游戏。随后，GOG商店移除了此游戏的页面。此举引发了许多游戏开发者和玩家对审查制度的批评和指责，独立游戏开发商GlassBottomGame的创办人Megan Fox表示，他们正在开发的新作《SkateBIRD》将不会在GOG.com上架。